# داغ غوندرسن
داغ غوندرسن هو معجمي نرويجي، ولد في 15 يناير 1928، وتوفي في 2 فبراير 2016.